# Liste de séismes au Costa Rica
Pour un article plus général, voir Listes de séismes.
Voici une liste de séismes notables s'étant produits au Costa Rica. La liste est classée en fonction du nom et de la date du séisme, de la position et de la profondeur de son épicentre, de la magnitude (selon l'échelle de Richter), de l'intensité (selon l'échelle de Mercalli) et du nombre de morts qu'il a causé.
| Nom                                          | Date                          | Épicentre                                                       | Magnitude | Intensité | Profondeur | Morts | Notes |
| -------------------------------------------- | ----------------------------- | --------------------------------------------------------------- | --------- | --------- | ---------- | ----- | --- |
| Séisme de 1841 au Costa Rica                 | 2 septembre 1841              | Cartago                                                         |           |           |            | 48    | A causé des dégâts majeurs à Cartago. 48 morts. |
| Séisme de 1905 au Costa Rica                 | 20 janvier 1905               |                                                                 |           |           |            |       | |
| Séisme de 1910 au Costa Rica (es)            | 4 mai 1910                    | Cartago                                                         | 6,4       |           |            | 700   | [ 2 ] |
| Séisme de 1966 au Costa Rica                 | 9 avril 1966                  |                                                                 | 5,7       |           |            |       | [ 3 ] |
| Séisme de 1974 au Costa Rica                 | 28 février 1974               |                                                                 | 5,8       |           |            |       | [ 3 ] |
| Séisme de 1990 au Costa Rica                 | 25 mars 1990 13:22:55 UTC     | 9° 55′ 08″ N, 84° 48′ 29″ O à l'entrée du Golfe de Nicoya       | 7,0       | VIII      | 22 km      | 1     | Selon le United States Geological Survey, a causé de forts dommages (VIII) dans les environs de Puntarenas. Une soixantaine d'édifices endommagés (VII) dans les environs de San José. |
| Séisme de 1990 au Costa Rica (réplique)      | 28 avril 1990                 |                                                                 | 5,9       |           |            |       | [ 3 ] |
| Séisme de 1991 au Costa Rica (en)            | 22 avril 1991 21:56:51 UTC    | 9° 41′ 06″ N, 83° 04′ 23″ O Limon-Pandora                       | 7,6       | X         | 10 km      | 125   | Selon le United States Geological Survey, « Quarante-sept personnes tuées, 109 blessées, 7 439 sans-abris et des dommages sévères (IX) dans les environs de Limon-Pandora. Une intensité de X a été observée dans certaines zones proches de l'épicentre. 27 morts, 454 blessés et 2 400 sans-abris et 366 édifices détruits (VII-VIII) dans les environs de Guabito-Almirante-Bocas del Toro, Panama,. » |
| Séisme de 1996 au Costa Rica                 | 4 septembre 1996              |                                                                 | 5,8       |           |            |       | [ 3 ] |
| Séisme de 1999 au Costa Rica                 | 20 août 1999 10:02:21 UTC     | 9° 02′ N, 84° 09′ O offshore                                    | 6,9       |           | 20 km      | -     | [ 6 ] |
| Séisme de 2004 au Costa Rica (es)            | 20 novembre 2004 08:07:21 UTC | 9° 34′ 52″ N, 84° 13′ 41″ O offshore                            | 6,4       |           | 16 km      | 8     | [ 7 ] |
| Séisme de 2009 au Costa Rica (en)            | 8 janvier 2009 19:21:34 UTC   | 10° 11′ 49″ N, 84° 09′ 32″ O 30 km au nord de San José          | 6,1       |           | 4,5 km     | 40    | [ 8 ] |
| Séisme de 2012 au Costa Rica (en)            | 5 septembre 2012 14:42:10 UTC | 10° 07′ 12″ N, 85° 20′ 49″ O 11 km à l'est de Nicoya.           | 7,6       |           | 40,8 km    |       | [ 9 ] |
| Séisme de 2012 au Costa Rica (réplique) (en) | 24 octobre 2012 00:45:34 UTC  | 10° 07′ 16″ N, 85° 18′ 50″ O 13 km à l'est-nord-est de Hojancha | 6,6       |           | 20,1 km    |       | La plus violente réplique du séisme du 5 septembre |